# 異性化糖
異性化糖（いせいかとう、isomerized sugar, isoglucose）とは、主にブドウ糖（グルコース）を含むデンプン溶液を、酵素かアルカリによって異性化することで作られる、果糖（フルクトース）とブドウ糖を主成分とする糖をいう。
日本の食品の原材料名でよく果糖ブドウ糖液糖と表記されるものである。
デンプンは主に穀物やジャガイモ、サツマイモなどに複数のブドウ糖が結合した状態で大量に含まれている。それ自体は強い甘味を呈するものではないが、加水分解することにより結合したブドウ糖を分離し、さらに異性化処理を行うことによってブドウ糖をより甘味の強い果糖へと変換することができる。
アメリカでは特にトウモロコシのデンプン（コーンスターチ）を原料とすることが多く、この種の異性化糖は一般的にはコーンシロップ（High-fructose corn syrup, HFCS）として認知されている。
1970年代後半より、砂糖の代わりを担ってきた。甘さをショ糖と同等に調整した果糖55%、ブドウ糖42%のHFCS 55が、ソフトドリンクに使用されるなど、最も普及している。広く言えば新しい砂糖である。

## 普及
1970年代後半には、クロマトグラフィー果糖濃縮技術の出現で異性化糖の大量生産を可能とした。急速に普及し、異性化糖の消費が増加し砂糖の消費を減少させた。アメリカでの一人当たり消費量は、1970年代に砂糖46.2キログラム・異性化糖0.2キログラムであったが、2000年代には砂糖28.9キログラム・異性化糖29.8キログラムとなっている。
砂糖と共に、人類に大量の果糖を消費させており健康への影響が懸念される。

## 分類
異性化糖製品は日本農林規格 (JAS) で、以下のように制定されている。
ブドウ糖果糖液糖果糖含有率（糖のうちの果糖の割合）が 50 % 未満のもの。
果糖ブドウ糖液糖果糖含有率が 50 % 以上 90 % 未満のもの。
高果糖液糖果糖含有率が 90 % 以上のもの。
砂糖混合異性化液糖上記の液糖に 10 % 以上の砂糖を加えたもの。その液糖がブドウ糖果糖液糖であれば、砂糖混合ブドウ糖果糖液糖となる。

## 生成方法
デンプンから異性化糖を生成するには、3回の酵素反応と精製、濃縮が必要である。一方、砂糖はビートやサトウキビから抽出、精製して作られる。
1. 液化
デンプンに水と加水分解酵素である α-アミラーゼを加え、95 ℃ 程度に加熱する。これにより高分子のデンプンはある程度小さく分解される。
2. 糖化
液化終了後に 55 ℃ 程度まで冷却し、グルコアミラーゼを加える。この反応で、糖はさらに細かく分解され、ブドウ糖になる。
3. 異性化
60 ℃ で異性化酵素のグルコースイソメラーゼを加え、約半分のブドウ糖を果糖に変化させる。異性化糖の名称はこの反応（ブドウ糖が果糖に異性化する反応）に由来している。
4. 精製・濃縮
異性化後、液糖を濾過機やイオン交換装置で精製し、水分を蒸発させて濃縮することにより、果糖分 42 % のブドウ糖果糖液糖が得られる。さらに、クロマトグラフィーによって果糖純度を高めることができ、果糖分 90 - 95 % の高果糖液糖を作ることができる。これを果糖分42 %のブドウ糖果糖液糖とブレンドすることで果糖分55 %の果糖ブドウ糖液などが作られる。

## 甘味度

糖と甘味料の相対的な甘さ

砂糖の甘味度（甘みの強さ）を 100 とすると、ブドウ糖の甘味度は 65 – 80、果糖は 120 – 170 で、甘味度の強さは 果糖 > 砂糖 > ブドウ糖 の順である。そのため、果糖分 42 % のブドウ糖果糖液糖の甘味度は 70 – 90、果糖分 55 % の果糖ブドウ糖液糖は 100 – 120 である。ただし、果糖は高温では砂糖の 60 % の甘味度しかなく、40 ℃ 以下でないと砂糖よりも甘くならないので、異性化糖の甘さは温度によって大きく左右される。

## 特性
- 砂糖より甘みが口中に残りにくく、低温下で甘味度を増すので、清涼飲料や冷菓などに多く使われている。異性化糖は価格も安い（果糖分 55 % の果糖ブドウ糖液糖は砂糖の7割程度）ので、他に缶詰、パン、みりん風調味料などにも使われている。
- 低温での利用に向いている半面で、熱に弱く、加熱すると着色してしまう（このときメイラード反応が起きる）。
- 粘性が少ないため、取り扱いやすく、タンクローリーにより大量に運送したり、タンクに保存・貯蔵したりすることが容易である。
- 液状のため、固形化や粉末化するのが難しく、果糖ブドウ糖液糖の一部がガムシロップとして市販されている以外は、一般消費者向けにはほとんど小売りされず、大半がBtoBでの販売である。

## 各国の事情
異性化糖は主に工業国において生産される。普及の割合には、各国の農業政策と密接な関係がある。補助金制度等は現在の農業自由化の流れの中で変化しつつある。

### 日本
日本においては、国内で余剰気味のサツマイモ等を原料とした糖類を作る技術が求められ、農林省および通商産業省所管下の試験研究機関で競って研究開発が進められた結果、1960年代後半から1970年代にかけて技術が確立された。現在の製法は通商産業省工業技術院（現国立研究開発法人産業技術総合研究所）の高崎義幸らのグループにおいて開発されたものである（特公昭41-7431）。日本においては普及は急速ではなかったものの、清涼飲料水において普及が進み、今では砂糖類の需要の40％程度となっている。日本においてもデンプン源として主に使われるのは今はトウモロコシであるが、農業振興のため、一定量の国内産デンプンの引き取り義務がある。
日本の市場規模は、年間800億円 - 1000億円。10社（日本スターチ・糖化工業会）が9割のシェアを握る構造となっている。

### アメリカ合衆国
アメリカ合衆国ではコーンスターチ（トウモロコシから作られたデンプン、現在では原料には低コスト生産のため病害虫耐性を高めた遺伝子組み換えトウモロコシが主に使用される）を原料に使っているため HFCS (high-fructose corn syrup) と呼ばれている。
通商産業省工業技術院は、1966年に再実施権付きの独占実施契約を、コーンスターチの5大メーカーの一であったスタンダード・ブランズと締結している。この契約は国有特許の輸出第一号になったものである。
アメリカ食品医薬品局の審査を経た後、開発された直後の1970年代に急速に受け入れられ、今では糖類の需要の半分近くを占め、世界の生産量、消費量の7割を占めており、直接ないし清涼飲料水の形で周辺国へ輸出もしている。これにはキューバ革命によって、キューバからの砂糖の輸入が途絶え価格が高騰したこと、液糖を使う素地が元々あったことが考えられる。
普及に伴い、肥満の原因としてやり玉に挙げられることが多くなり、大きな論争の種となっている。

### 欧州連合
欧州連合 (EU) 砂糖規制法規においてはイソグルコース (isoglucose) と呼ばれ、製糖業の保護のために生産割り当てが行われている。その結果、EU諸国における異性化糖の占める割合は多くて 5 % 以下で、あまり普及していない。食品表示上では、ブドウ糖果糖液糖に相当する Glucose-Fructose Syrup (GFS) が使われる。果糖ブドウ糖液糖等に相当する Fructose-Glucose Syrup (FGS) の表記も規定されているがEU圏内では殆ど生産されていない。